# Esponja (objeto)

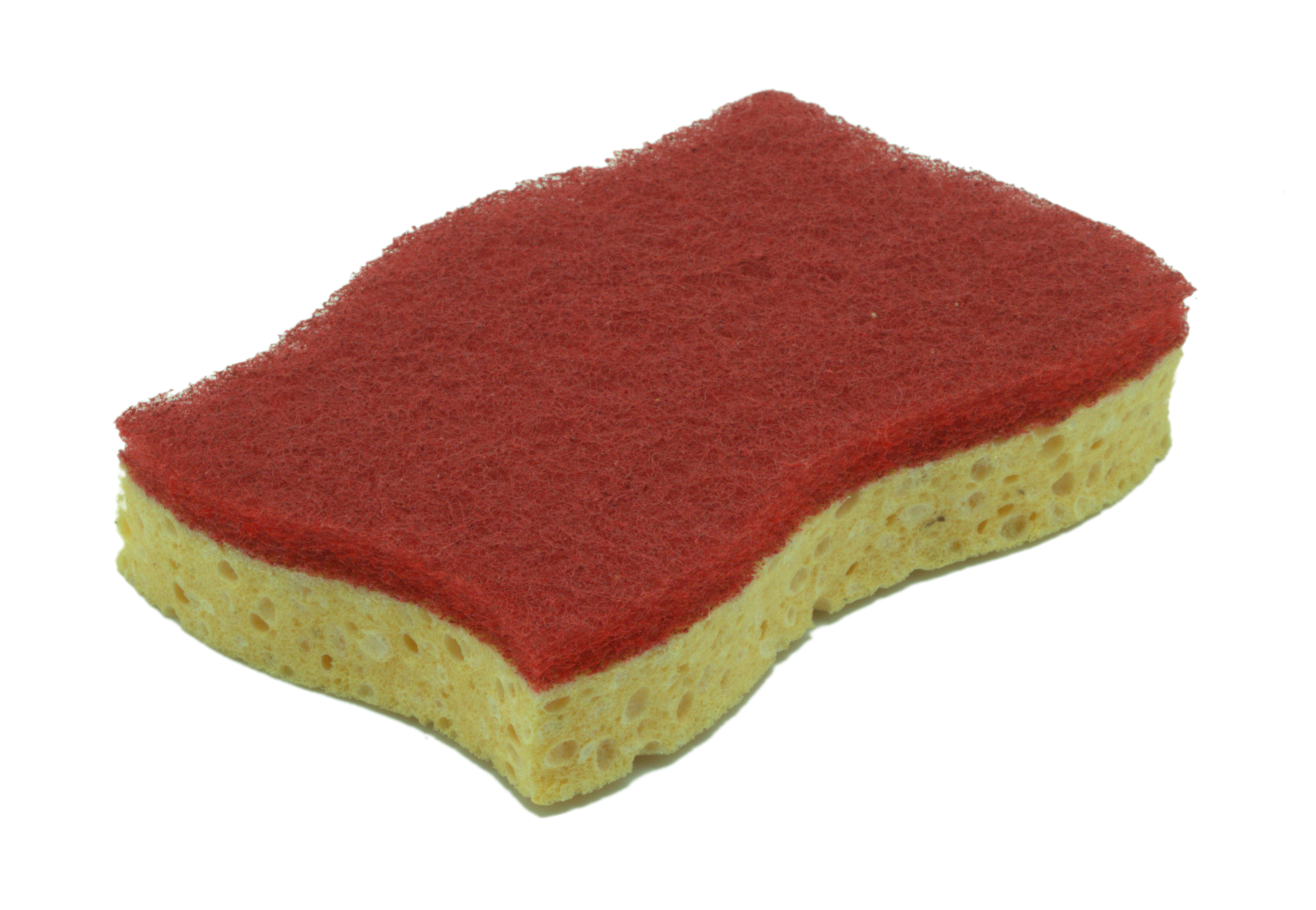
Esponja de fibra vegetal: esponja de fibra de madeira combinada com esfregão.

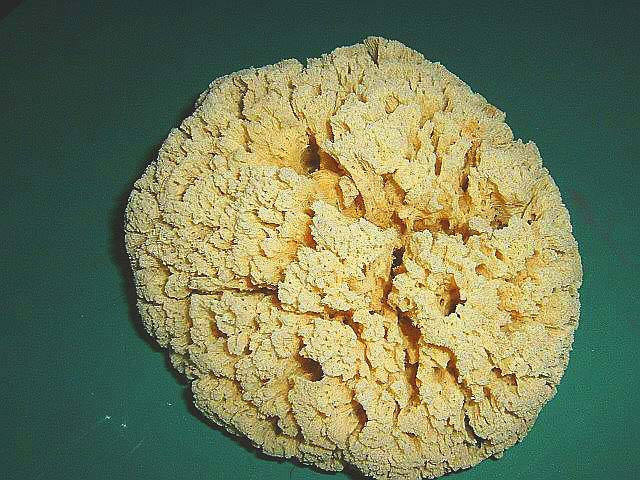
Esponja de fibra animal: Uma esponja natural grega.

Uma esponja é um recurso de limpeza feito de material macio e poroso. Normalmente usadas para limpar superfícies impermeáveis, as esponjas são especialmente boas para absorver água e soluções à base de água.
Originalmente feitas de esponjas marinhas naturais (poríferos), elas são mais comumente feitos de materiais sintéticos atualmente.

## Etimologia
A palavra vem do termo grego antigo σπόγγος (spóngos), que por sua vez é provavelmente derivado de um substrato mediterrâneo pré-indo-europeu.

## História
A primeira referência de esponjas usadas para higiene data da Grécia Antiga. Os competidores dos Jogos Olímpicos banhavam-se com esponjas do mar embebidas em azeite ou perfume antes de competir. No livro Odisséia, do poeta grego Homero, o deus Hefesto limpa as mãos, o rosto e o peito com uma esponja do mar, e os criados do palácio de Odisseu também usavam esponjas do mar para limpar as mesas após as refeições que os pretendentes de Penélope faziam ali. Os filósofos gregos Aristóteles e Platão também mencionaram as esponjas do mar em contextos científicos e históricos em suas obras. Os antigos gregos e romanos também usavam esponjas do mar amarradas a paus para higiene anal, uma ferramenta conhecida como xilospôngio, e as lavavam com água do mar.
Os antigos romanos também usavam esponjas do mar extensivamente para higiene e outros usos. A crença de que as esponjas tinham propriedades terapêuticas levou ao seu uso na medicina para limpar feridas e tratar doenças.
As esponjas do mar foram usadas como absorventes internos/tampões por mulheres ao longo da história e ainda são usadas como uma alternativa mais barata e ecológica às de fibra. No entanto, os pesquisadores não recomendam o uso de esponjas do mar como absorventes, pois podem conter sujeira e microorganismos, principalmente se mal higienizadas.
No Novo Testamento, um soldado romano oferece a Jesus Cristo a Santa Esponja embebida em vinagre na ponta de sua lança (algumas versões dizem cajado) para Jesus beber durante sua crucificação.
A fabricação de esponjas sintéticas só foi possível após a invenção do poliéster na década de 1920 e a produção comercial da espuma de poliuretano em 1952.

## Material
As esponjas sintéticas podem ser de poliéster, poliuretano ou celulose vegetal. O poliuretano é usado em esponjas de poliéster por seu lado abrasivo. As esponjas de poliéster são mais comuns para lavar louças e costumam ser macias e amarelas. Microplásticos e nanoplásticos podem ser liberados das esponjas de cozinha durante o uso. Existem esponjas de cozinha com íons de prata em sua composição, que evitam a ploriferação de bactérias.

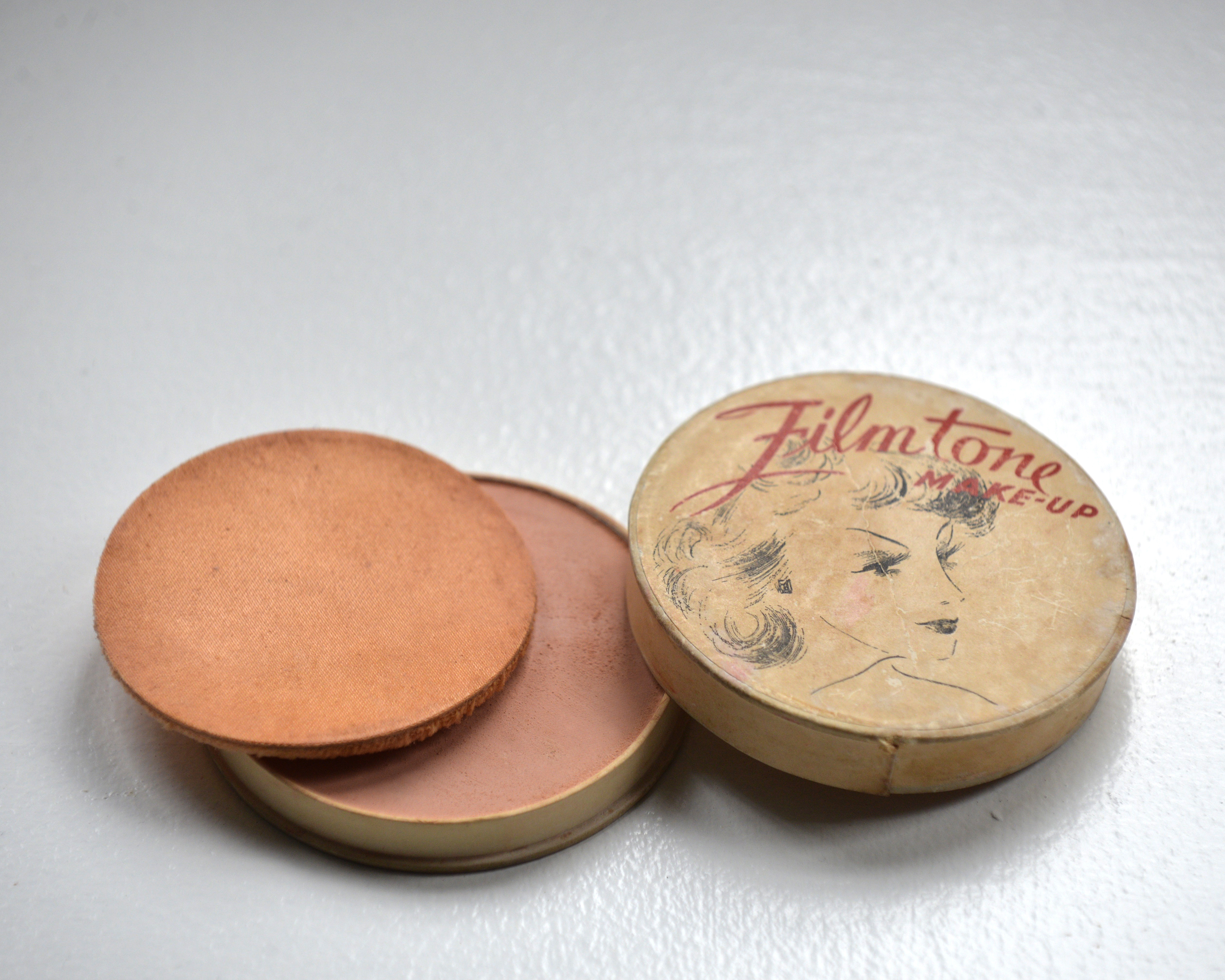
Esponja de maquiagem da Filmtone.

As esponjas feitas de plástico expandido à base melanina são chamadas de esponjas mágicas, que, devido ao atrito gerado por sua estrutura porosa, são capazes de tirar manchas apenas com água, sem a necessidade de usar outros produtos. Elas foram originalmente criadas para a limpeza de automóveis, mas podem ser usadas em cerâmica, vidro, plástico, borracha ou aço inoxidável. Porém, seu uso não é recomendado em superfícies delicadas, como seda e veludo.
As esponjas para maquiagem normalmente são feitas de látex, silicone, poliuretano ou espuma hidrofílica. Também existem versões feitas com materiais naturais, como esponjas do mar e raiz de konjac. As esponjas naturais tendem a ser mais absorventes do que as sintéticas, ajudando no controle do brilho e da oleosidade da pele. Elas variam na densidade, dependendo do resultado que se quer chegar. Esponjas menos densas são mais usadas para maquiagens mais leves. Sua cor normalmente é bege, e o formato é achatado ou arredondado. É comum que elas tenham uma pretuberância, para alcançar áreas pequenas perto do nariz ou das orelhas. Elas são usadas para uma variedade de funções, como aplicação, contorno e mistura. A silisponge, criada pela Molly Cosmetics, é feita de silicone revestido de poliuretano termoplástico e não possui poros.
As esponjas de celulose vegetal feitas de fibra de madeira são mais utilizadas para banho e limpeza de pele, e costumam ser mais duras e caras que as esponjas de poliéster. Elas são consideradas mais ecológicas do que as esponjas de poliéster, pois são biodegradáveis e feitos de materiais naturais.

## Abrigamento de bactérias

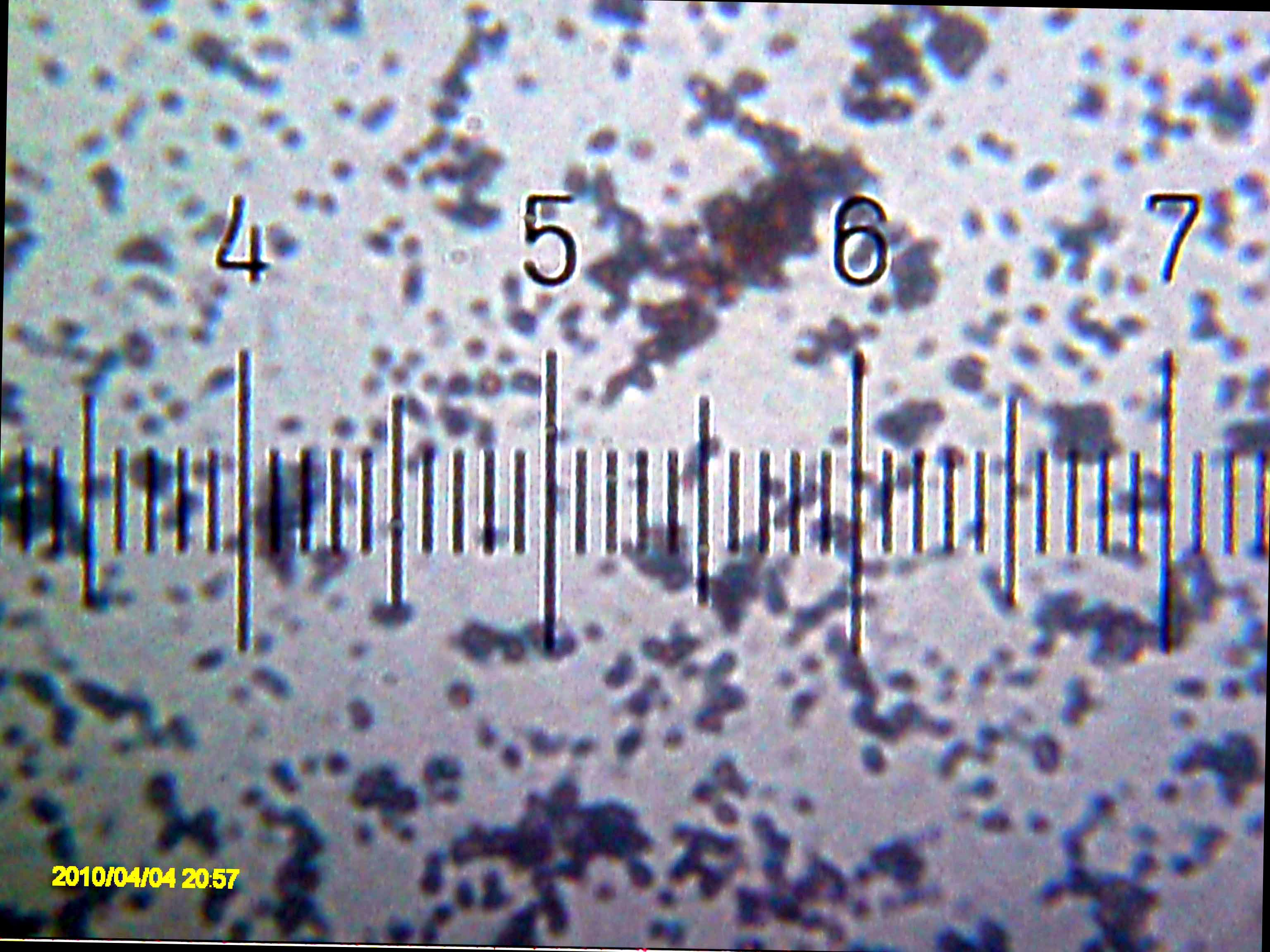
Bactérias em uma esponja de cozinha

### Esponjas para lavar louça
Uma esponja pode ser um meio para o crescimento de bactérias ou fungos nocivos, especialmente quando permanece úmida entre os usos. De acordo com estudo feito pela DeVry Metrocamp, em 15 dias de uso, a esponja de lavar louça pode acumular 680 milhões de fungos e bactérias, que podem causar de diarreia e febre a problemas pulmonares. Pesquisas, como as feitas pela Universidade de Barcelona e pela Universidade do Arizona, mostram que a cozinha é muitas vezes mais suja do que o banheiro. Entre os germes que podem ser encontrados em esponjas e panos não higienizados estão bactérias como Escherichia coli, Staphylococcus aureus e Salmonella, e fungos como Rhodotorula, Aspergillus, Penicillium e Cladosporium.
A prata é um excelente bactericida. Ela é capaz de penetrar nas membranas das bactérias e se juntar ao seu DNA. As bactérias mortas pela prata acabam se tornando um repositório do elemento e matando outras bactérias em seus arredores. Existem esponjas de cozinha com íons de prata em sua composição, que evitam a ploriferação de bactérias.
Vários métodos têm sido usados para limpar esponjas. Estudos investigaram o uso do forno micro-ondas para limpar esponjas domésticas não metálicas que foram bem umedecidas. Um estudo de 2006 descobriu que esfregar esponjas molhadas no micro-ondas por dois minutos (a 1.000 watts de potência) matava 99% dos coliformes, E. coli e fagos MS2, mas os esporos de Bacillus cereus levaram quatro minutos. Depois que alguns incêndios foram causados por pessoas tentando reproduzir os resultados em casa, o autor do estudo pediu às pessoas que se certificassem de que suas esponjas estavam molhadas. Um estudo de 2009 mostrou que o micro-ondas e a máquina de lavar louça são formas eficazes de limpar esponjas domésticas. Outro método de limpeza é deixar a esponja de molho em vinagre e secá-la no sol.

### Esponjas de maquiagem
O acúmulo de células mortas nas esponjas de maquiagem, seu uso em lugares como banheiro ou a queda do produto no chão as infectam com bactérias, como Staphylococcus aureus, Escherichia coli, e Citrobacter freundii. O processo de umidecimento da esponja também faz com que ela seja infectada por fungos. Em um estudo conduzido pela Universidade de Aston, 9 a cada 10 produtos de beleza analisados possuiam bactérias que causam doenças como infecção de pele e envenenamento do sangue, caso a maquiagem seja aplicada perto de orifícios ou cortes. Dentro dos produtos analisados, as esponjas eram as que mais continham micróbios danosos. Outra comorbidade comum é a acne. É recomendado que a esponja seja trocada a cada três meses. Já as esponjas blender devem ser descartadas após o uso.
Existem vários métodos para a limpeza das esponjas. Um deles é com a utilização de água com algum limpador, como sabonete, xampu ou um removedor de maquiagem. Também é possível lavar a esponja na lava-roupas, ou submergi-la em uma solução com o limpador no microondas. Além disso, é possível guardar a esponja em uma caixa de desinfecção, que usa radiação ultravioleta para matar as bactérias.

## Na economia
Os países do Caribe e do Mar Mediterrâneo são os maiores exportadores de esponjas do mar, enquanto os maiores importadores são os países desenvolvidos da Europa e da América do Norte. A Tunísia é o principal exportador mundial de esponjas marinhas, exportando 90% de sua produção de esponjas. A França é o principal importador, sendo abastecido pela Tunísia, mas a demanda francesa por esponjas caiu nos últimos anos.
| Exportadores | 1981 | 1982 | 1983 | 1984 | 1985 | 1986 |
| ------------ | ---- | ---- | ---- | ---- | ---- | ---- |
| Tunísia      | 74   | 71   | 84   | 81   | 91   | 88   |
| Cuba         | 36   | 33   | 38   | 33   | 41   | 41   |
| França       | 25   | 26   | 33   | 31   | 35   | 30   |
| Grécia       | 32   | 42   | 36   | 27   | 32   | 22   |
| Bahamas      | -    | 8    | 21   | 8    | 3    | 14   |
| Turquia      | 11   | 8    | 7    | 8    | 1    | 1    |
| Egito        | 5    | 4    | 4    | 2    | 4    | 8    |
| Japão        | -    | 6    | 4    | 1    | 1    | 6    |
| Filipinas    | 9    | 4    | 5    | 6    | 6    | 4    |
| Líbia        | -    | -    | -    | 6    | 3    | -    |
| Total        | 192  | 202  | 232  | 213  | 245  | 225  |

## Galeria

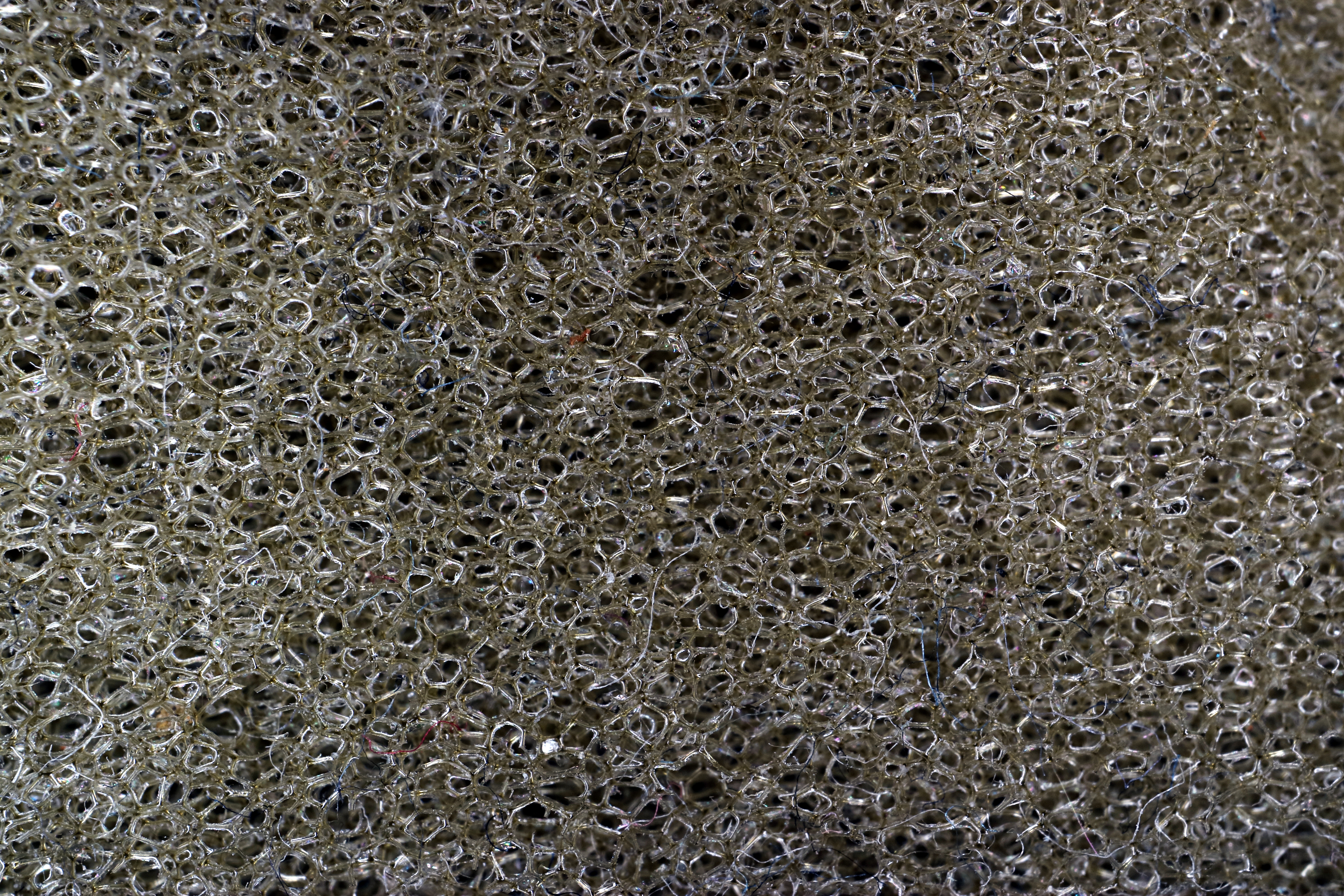
Fotografia macro da porosidade em uma esponja de limpeza sintética
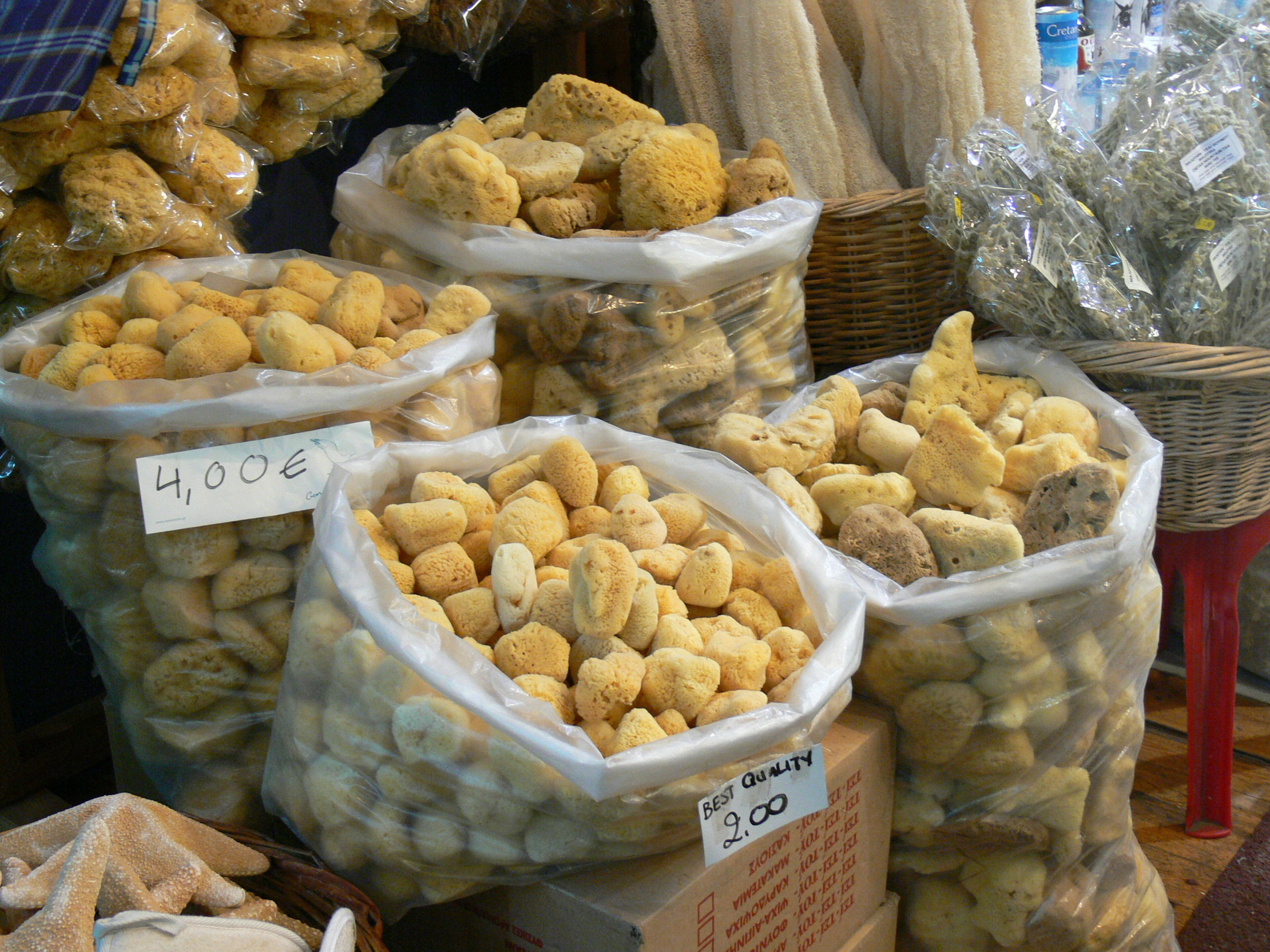
Esponjas naturais à venda em Creta
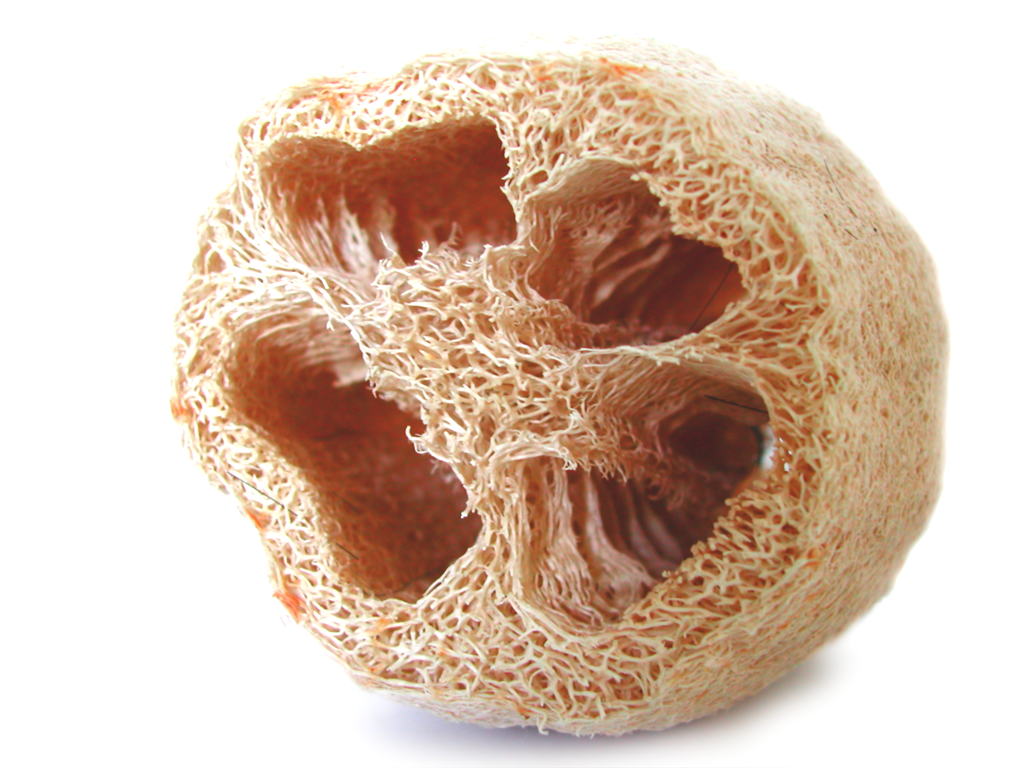
Esponja de fibra vegetal: Uma esponja de luffa cuja textura grossa ajuda na limpeza e esfoliação da pele
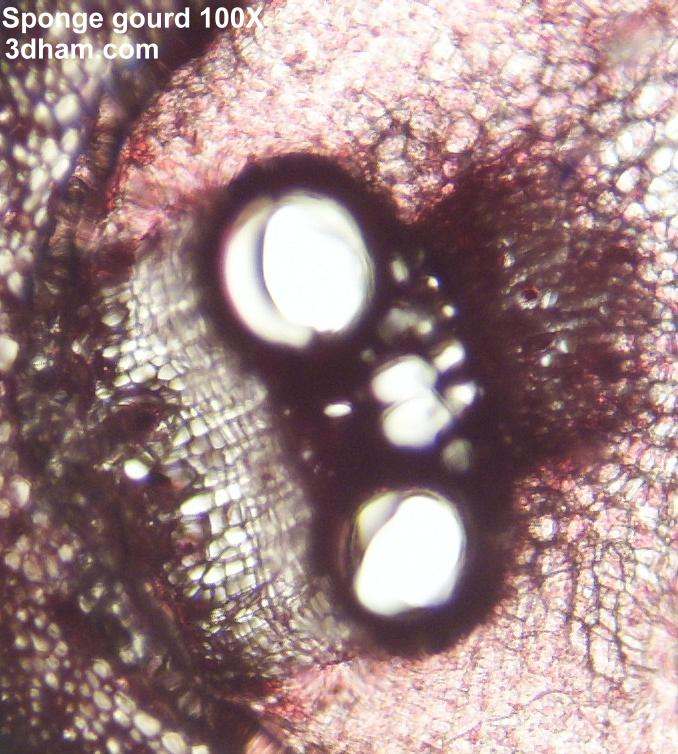
Uma seção da esponja Luffa aegyptiaca ampliada 100 vezes
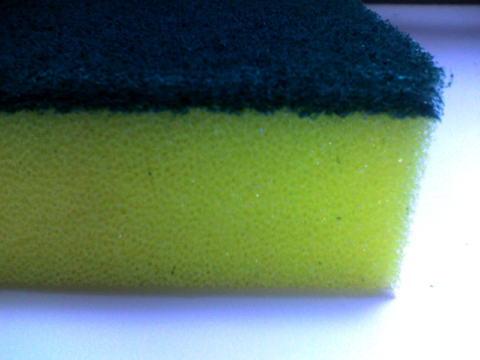
Um close-up de um canto de uma esponja abrasiva de uretano com uma camada superior usada para esfregar pratos mais intensamente
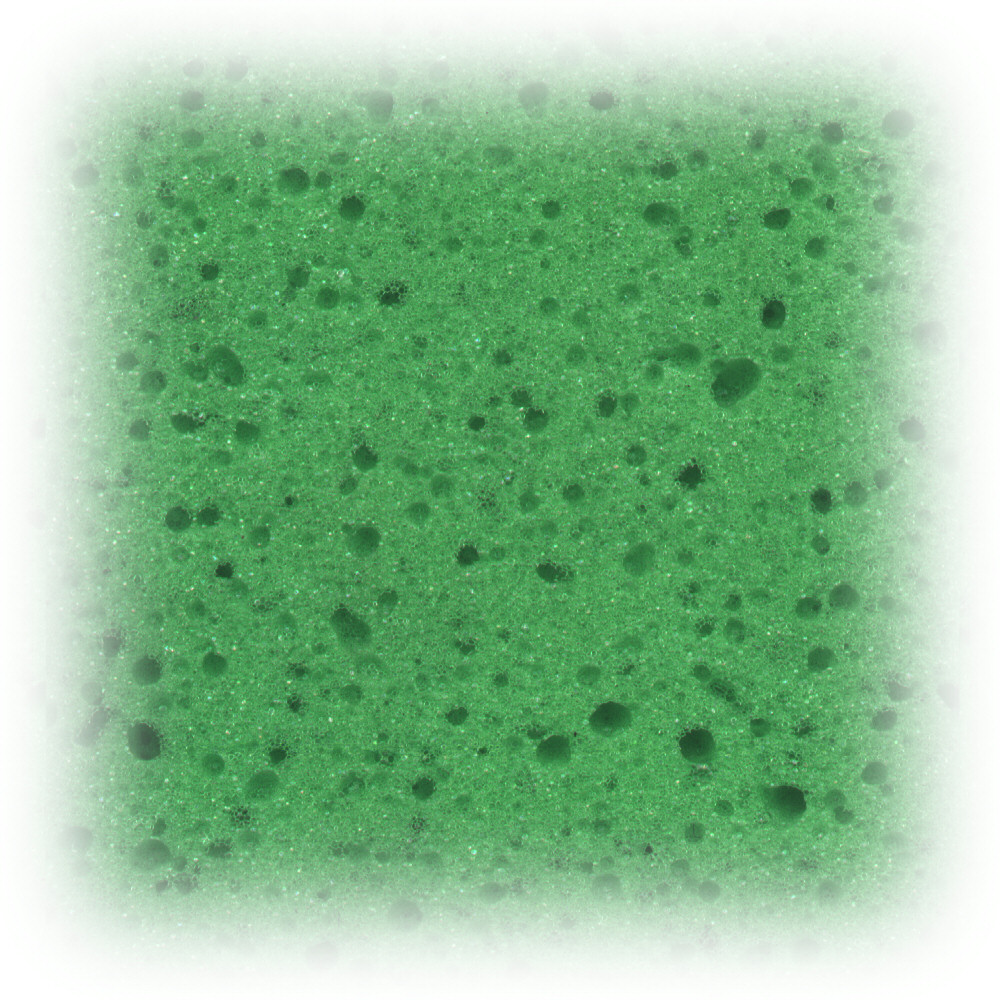
Um close-up dos poros de uma esponja sintética
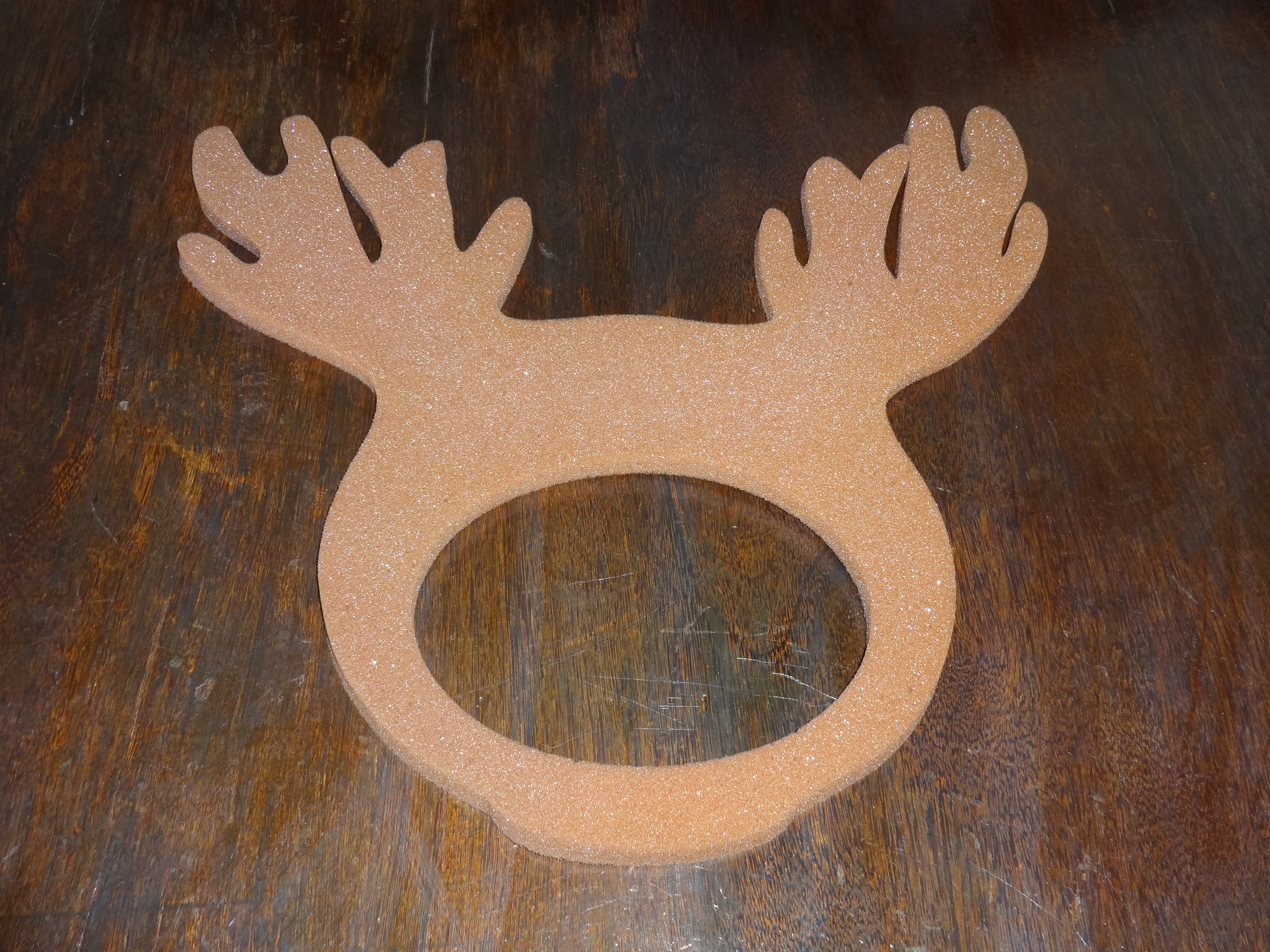
Um souvenir feito de uma esponja artificial